# Bebidas alcohólicas coreanas

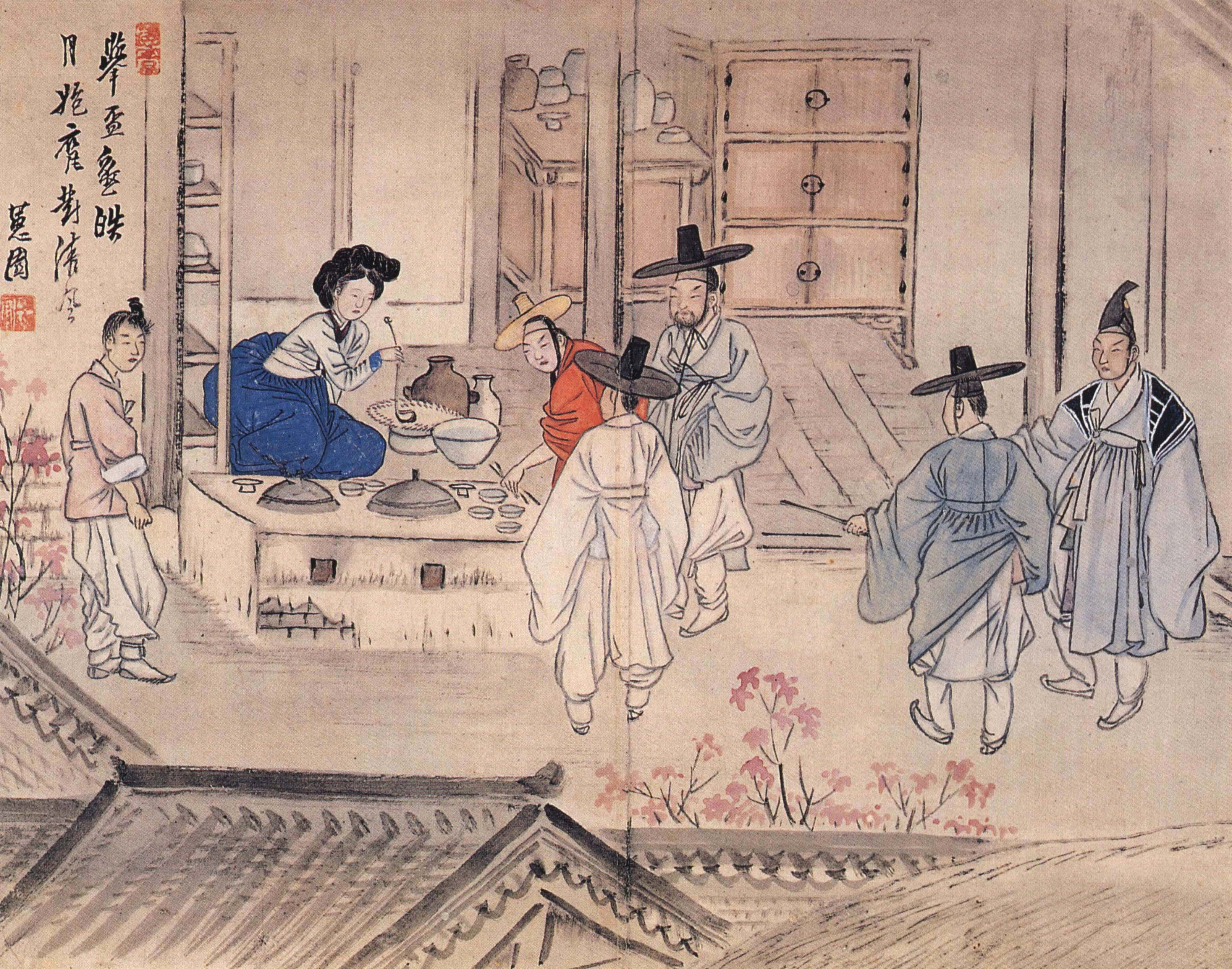
Ilustración de una escena bebiendo este tipo de bebidas.

La cocina coreana tiene una amplia variedad de bebidas alcohólicas tradicionales, conocidas como sul (en hangul, 술) Muchas de estas bebidas terminan con la palabra sino-coreana -ju (en hangul, 주; en hanja, 酒), y algunos terminan con la palabra coreana nativa -sul . El chino-coreano -ju no se usa como un sustantivo independiente. 
Se estima que hay 1.000 o más tipos de bebidas alcohólicas en Corea. La mayoría están hechas de arroz y se fermentan con la ayuda de levadura y nuruk (una fuente de enzima amilasa a base de trigo). También se han utilizado frutas, flores, hierbas y otros ingredientes naturales para elaborar bebidas alcohólicas coreanas tradicionales. Hay seis sabores distintos: dulce, agrio, picante, asado, amargo y picante. Cuando los sabores están equilibrados, el alcohol se considera de buena calidad. 

## Variedades
La mayoría de las bebidas alcohólicas coreanas tradicionales son vinos de arroz, fermentados con la ayuda de levadura y nuruk. Las variedades principales incluyen vinos claros de arroz (cheongju), vino de arroz lechoso (takju), licor destilado (soju), vino de frutas (gwasil-ju), vinos de flores y vinos medicinales.

### Vinos de arroz

#### Lechoso

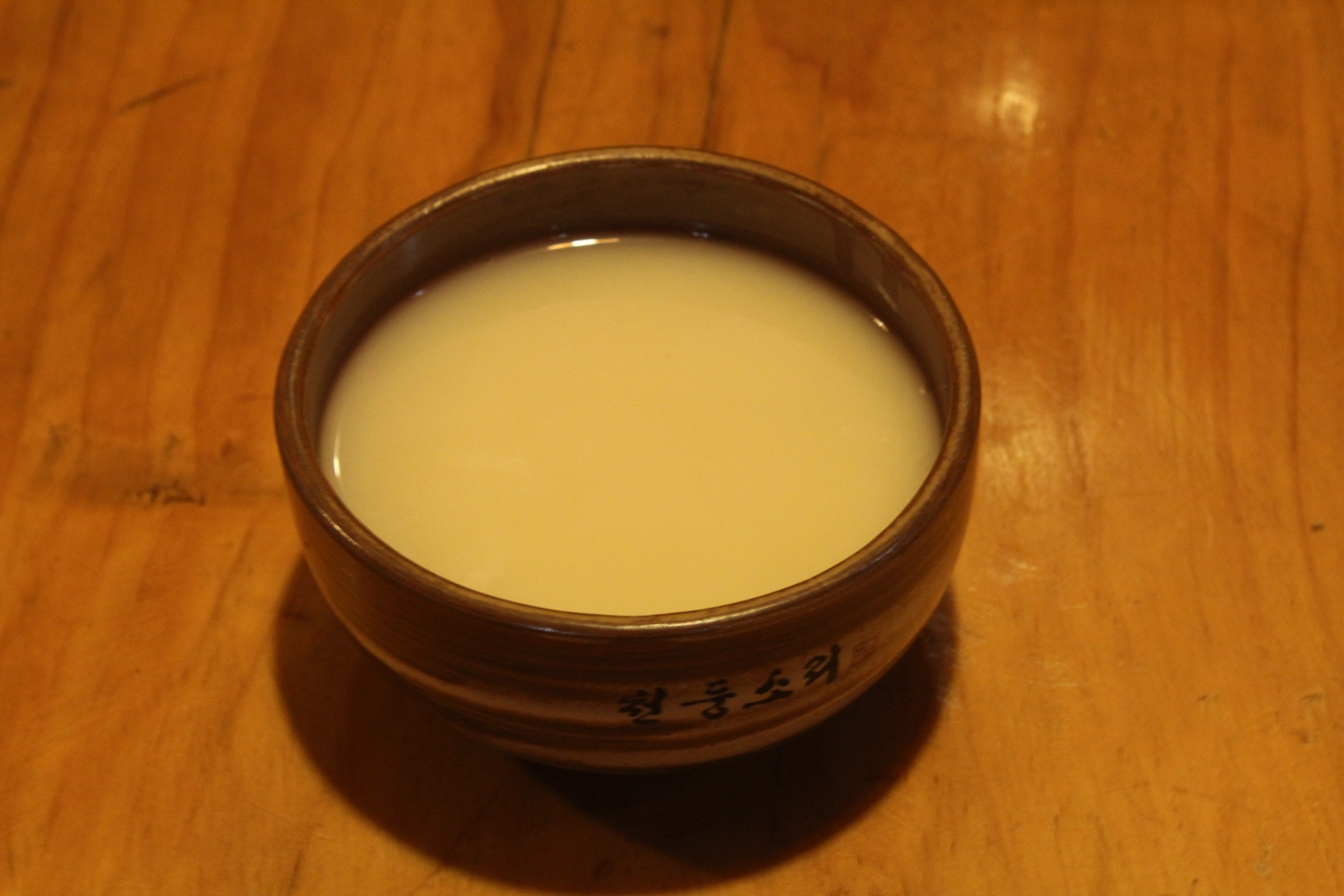
Makgeolli, sin granos de arroz.

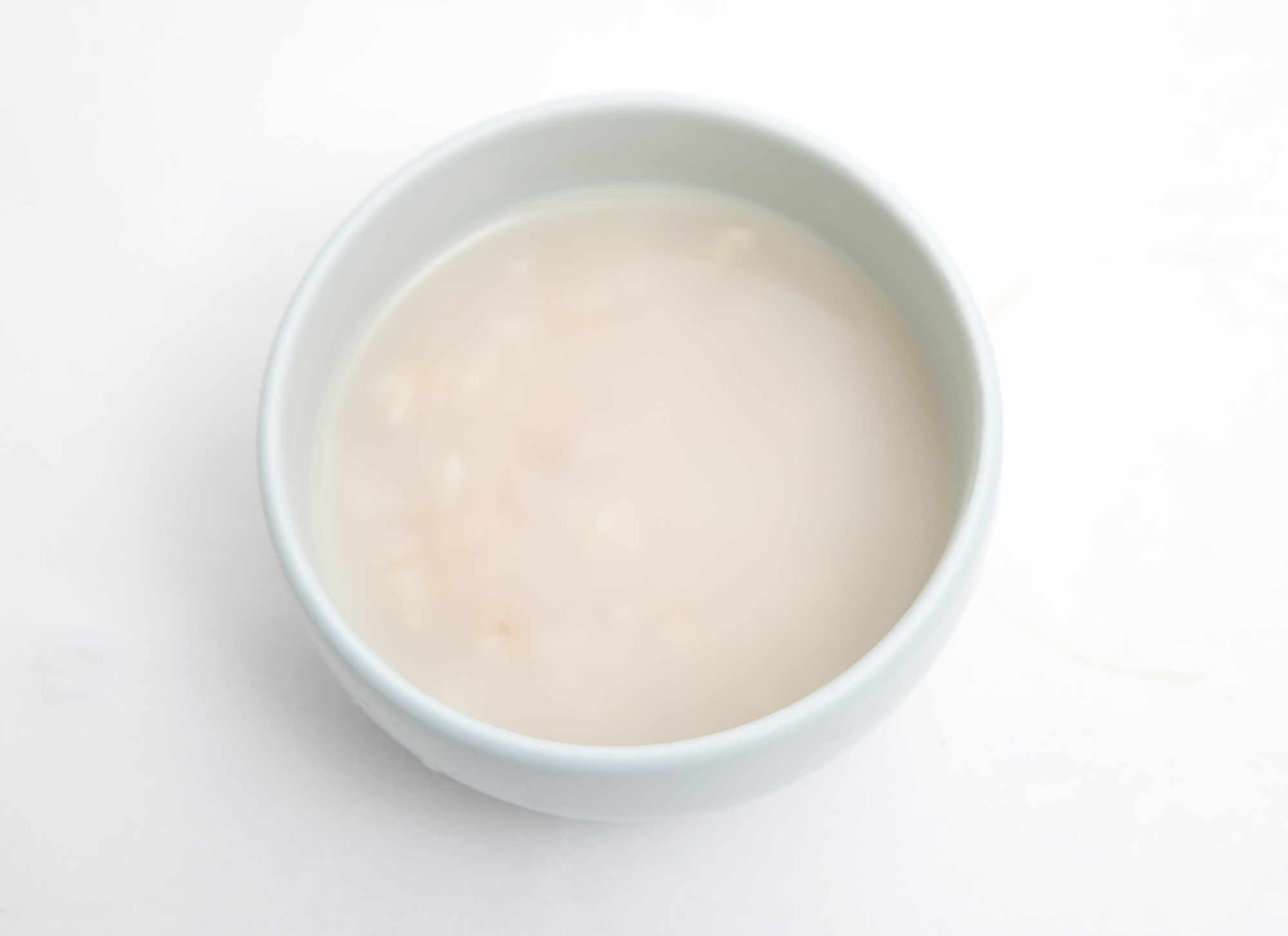
Dongdong-ju, con granos de arroz.

Makgeolli (también conocido como takju y nongju), es una bebida alcohólica lechoso, dulce, hecha de arroz. Es una de las bebidas alcohólicas más populares de Corea y el vino de arroz coreano tradicional más antiguo. Su contenido de alcohol es de seis a siete por ciento. Se fermenta naturalmente y no se filtra, lo que le da su color blanco lechoso y deja un residuo calcáreo en el fondo. Grueso y liso. Tiene un sabor dulce y ligeramente picante, con un postgusto fresco. Makgeolli se sirve en un tazón (de cerámica o metal), en lugar de una taza. 
En Poetic Records of Emperors and Kings, escrito durante la dinastía Goryeo (918-1392), la bebida se mencionó por primera vez en la historia fundadora del Reino de Goguryeo durante el reinado del rey Dongmyeong (37-19 aC). Makgeolli se elabora con métodos clásicos, utilizando nuruk (cereal moldeado que produce enzimas hidrolizables, descomponiendo macromoléculas en monómeros para el crecimiento de la levadura) arroz cocido, agua, cebada y levadura. El proceso de preparación tiene dos pasos: semilla, puré principal y fermentación. El puré de semillas es el proceso de obtención de levaduras y enzimas de crecimiento activo en la mezcla de levadura y nuruk. El puré principal adquiere sabores y aromas a partir de la transformación de nutrientes y aminoácidos derivados del arroz. La fermentación principal dura aproximadamente una semana.
Debido a los microorganismos presentes durante la fermentación, contiene 1,9 por ciento de proteínas, más de 10 aminoácidos, vitamina B, inositol y colina. Se informa que Makgeolli aumenta el metabolismo, alivia la fatiga y mejora la tez.
Una variante regional, ligeramente más cremosa, originaria de Gyeonggi-do, se llama dongdongju. Otra variedad, llamada ihwaju (hangul: 이화주; hanja: 梨 花酒; "vino de flor de pera") se llama así porque se elabora a partir de arroz con malta de arroz, que fermenta durante la temporada de flor de pera. Ihwaju es a menudo tan espeso que se come con una cuchara. Una bebida similar se conoce como Gamju; este nombre también se usa para bebidas dulces sin alcohol, incluido Sikhye (식혜) 

#### Claro

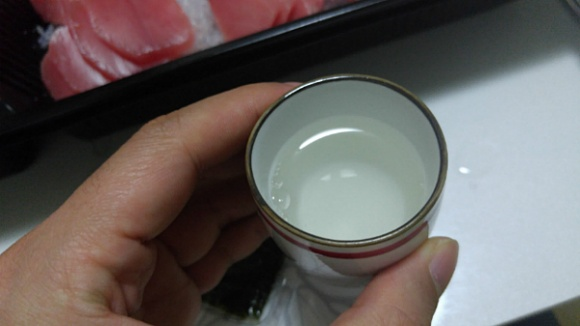
Cheongju (yakju).

Cheongju, o yakju, es un vino de arroz refinado hecho de arroz al vapor que ha pasado por varias etapas de fermentación. También conocido como myeongyakju o beopju, se distingue del takju por su relativa claridad. Las variedades incluyen baekhaju (백하 주), hecho de arroz glutinoso y nuruk, y heukmeeju (hangul: 흑미 주; hanja: 黑 米酒; "vino de arroz negro", hecho de arroz negro).
Yakju se elabora con arroz hervido, levadura y agua. Si se incluye el crisantemo, se llama gukhwaju; si se agrega azalea, se llama dugyeonju; si se usan brotes de pino, se llama songsunju; si se agregan hojas de loto, se llama ywonyeopju; si se usa ginseng, se llama insamju. Takju y cheongju a veces se destilan, con hierbas medicinales agregadas al licor destilado. Este licor mixto se elabora para mejorar los efectos medicinales de las hierbas. 
Cheongju es similar al sake japonés. Chung Ha es una marca popular que está ampliamente disponible en los restaurantes coreanos. Las variaciones locales incluyen beopju, elaborado en Gyeongju.

#### Sazonado
Este yakju se elabora con flores y hojas para un sabor distintivo. Kookhwaju (vino de crisantemo), omijaju, songjeolju y dugyeonju son tipos de gahyanggokju . 
Una serie de vinos tradicionales coreanos se producen a partir de flores. Estos incluyen vinos hechos de crisantemos (gukhwaju), flores de acacia, flores de maesil y durazno, madreselva, rosas silvestres y pétalos y bayas de brezo dulce. Una famosa variedad de vino de flores, llamada baekhwaju, está impregnada de hierbas y 100 variedades de flores secas.
Dugyeonju (두견주, 杜鵑 酒) es un vino elaborado con pétalos de azalea que se produce en la provincia de Chungcheong. Dulce, de color viscoso y marrón amarillento claro, contiene aproximadamente un 21 por ciento de alcohol. Myeoncheon Dugyeonju es Propiedad Cultural Inmaterial Importante No. 86-2 del gobierno de Corea del Sur.

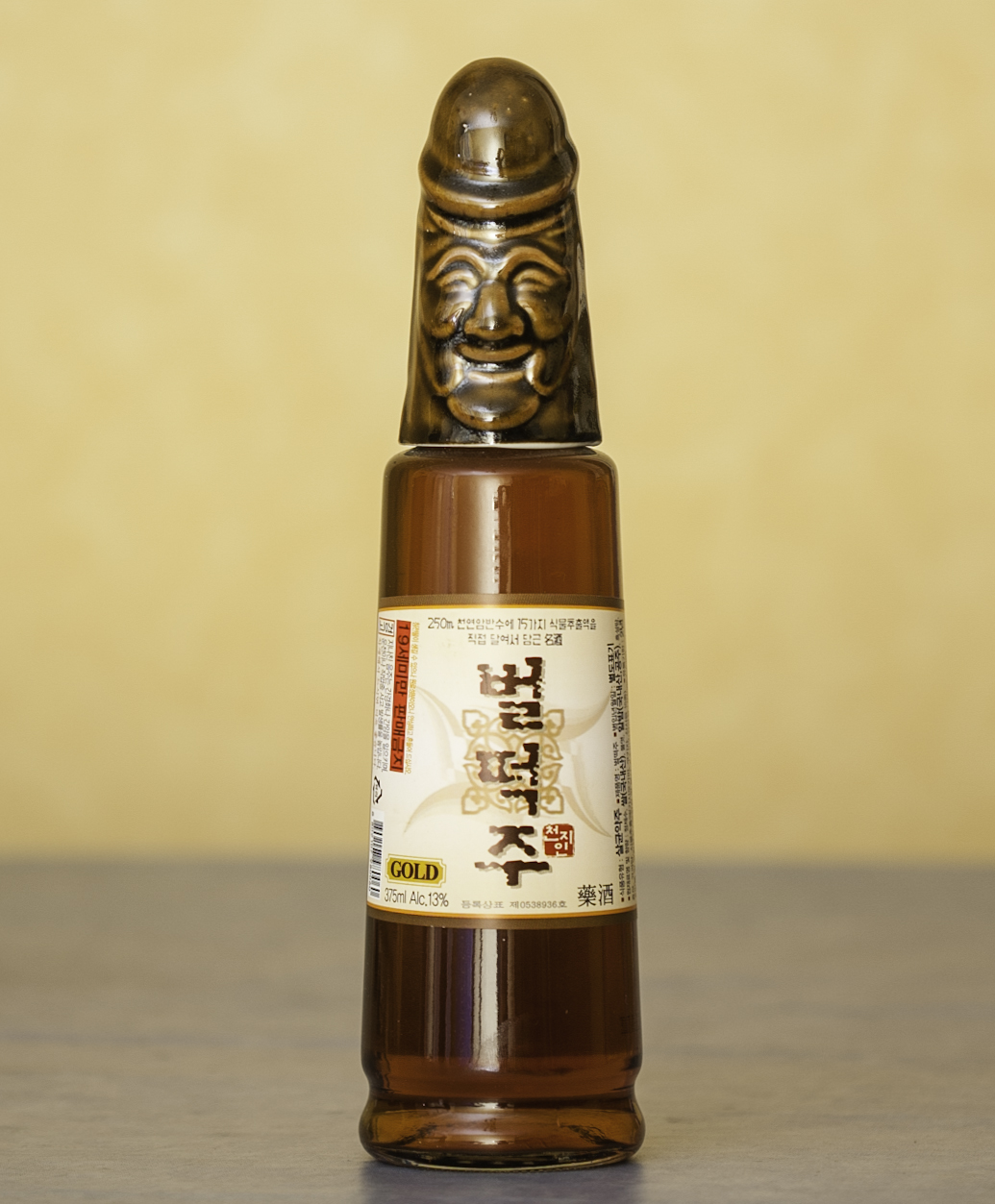
Beolddeok ju vino de arroz. Se cree que aumenta la potencia sexual masculina.

Licores medicinales, conocidos como yagyongju (약용주, 藥用酒), se producen combinando semillas, hierbas y raíces con alcohol. 
- Baekse-ju (marca Bek Se Ju), una variante comercial del vino medicinal. Es el vino medicinal más popular entre las personas jóvenes (que generalmente no lo beben por sus propiedades medicinales). Se ha convertido en una alternativa popular al soju en restaurantes y bares. Baekse-ju es un vino de arroz infundido con ginseng y otras once hierbas, incluyendo regaliz, omija (Schisandra chinensis), gugija (wolfberry chino), astrágalo, jengibre y canela, con 13 por ciento de alcohol.[11][12]
- Beolddeok ju: un vino de arroz infundido con hierbas medicinales y endulzado con malta de calabaza que se cree que aumenta la resistencia masculina. Las botellas a menudo se venden rematadas con un pene de cerámica con una cara sonriente.[13][14]
- Bem ju se hace colocando una serpiente en un frasco de licor destilado (como el soju) y dejándola envejecer. Es un remedio popular que se dice que es particularmente bueno para los hombres. Se utilizan varios tipos de serpientes. Según la tradición local, cuanto más venenosa es la serpiente, más poderosa es la calidad medicinal (y mayor es el precio).
- Chuseongju es un vino tradicional hecho de arroz y hierbas, que incluye omija (Schisandra chinensis) y Eucommia ulmoides. Está disponible comercialmente en una botella con forma de bambú.
- Daeipsul (대잎술 ) es un vino tradicional del condado de Damyang, en la provincia de Jeolla del Sur, elaborado con arroz glutinoso e integral, hojas de bambú y diez hierbas medicinales.[15]
- Dosoju es un vino herbal popular, tradicionalmente servido en el día de Año Nuevo.[16]
- Se dice que el insamju, hecho con ginseng, es el vino medicinal más popular entre las personas mayores.[17]
- Jugyeopcheongju es un licor tradicional hecho con hojas de bambú.[18]
- Ogalpiju está hecho de la corteza de Eleutherococcus sessiliflorus, mezclado con soju y azúcar.
- Sansachun es un vino comercial coreano elaborado con la fruta roja del sansa o espino chino (Crataegus pinnatifida). Bae Sang Myun Brewery Company comercializa este vino, alegando efectos terapéuticos.[19]
- Songsunju es un soju hecho con arroz glutinoso y conos o brotes de pino suaves e inmaduros.[20][21]

#### Fortificado
Honju se elabora con granos agregando soju. Gwaha-ju y Songsun-ju son tipos de honju. 

### Licores destilados

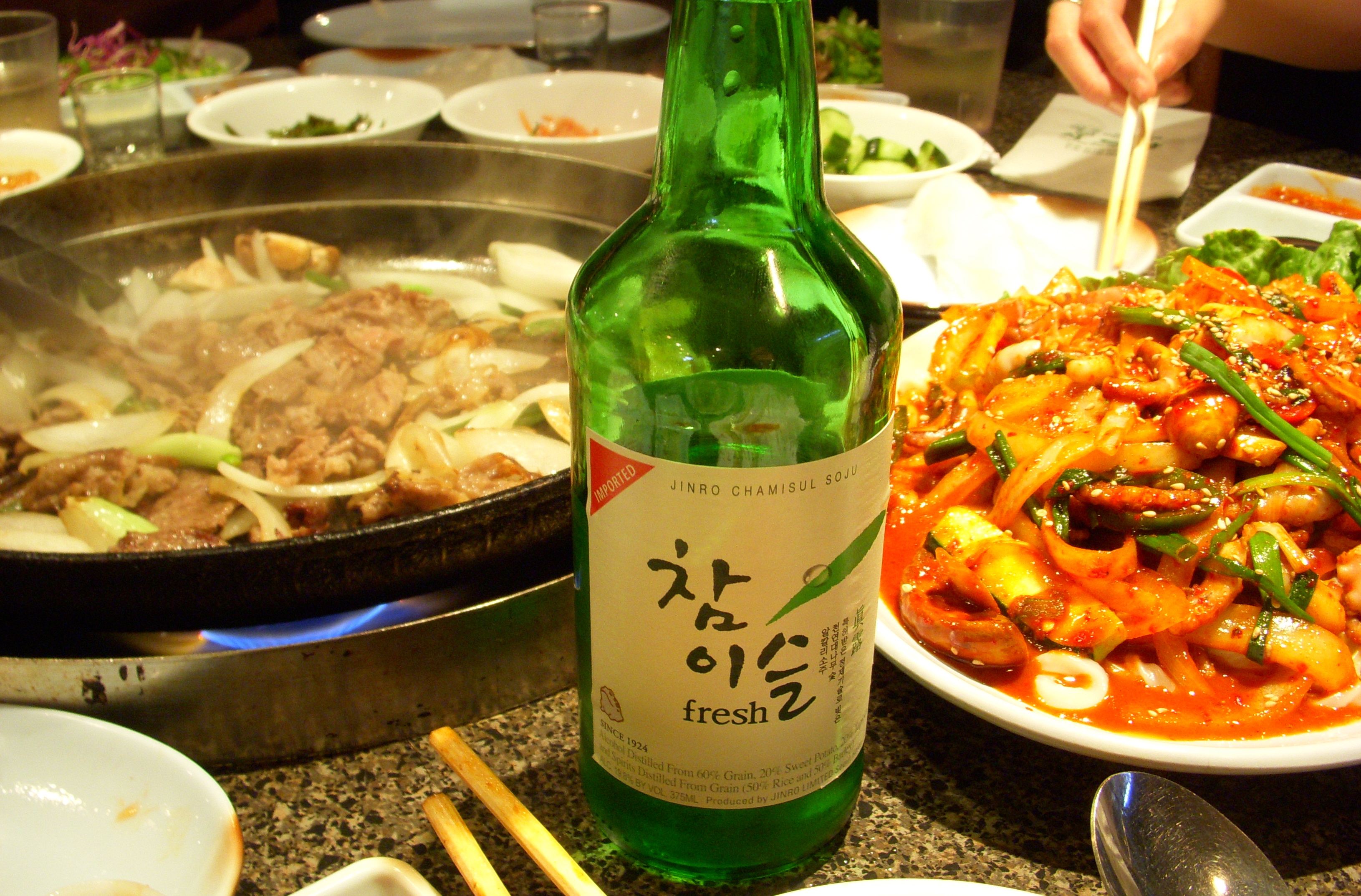
Botella de Jinro soju.

- Soju, un espirituoso destilado claro y ligeramente dulce, es el licor coreano más popular. Es conocido como "un amigo de la vida" y "la bebida de la gente común". El soju está hecho de granos (como arroz, cebada y trigo) o almidones, como papas, batatas y tapioca. Aunque el soju a menudo se compara con el vodka, tiene un sabor dulce debido al azúcar agregado. La bebida generalmente se sirve en un vaso de chupito. Tiene un sabor suave y limpio, y combina bien con una variedad de platos coreanos. Soju es generalmente barato; una botella típica cuesta aproximadamente ₩ 1.300, menos de US$ 1.20. Por lo general, tiene un contenido de alcohol de 40 pruebas (20 por ciento de alcohol por volumen).[22]
- Hongju, un licor rojo hecho con arroz, gromwell rojo (Lithospermum erythrorhizon) y nuruk. Hecho solo en la isla Jeollanam-do de Jindo, fue originalmente destilado por sus supuestas cualidades medicinales.[23] Los productores de Hongju se han comprometido a usar solo ingredientes que se encuentran en la isla de Jindo.

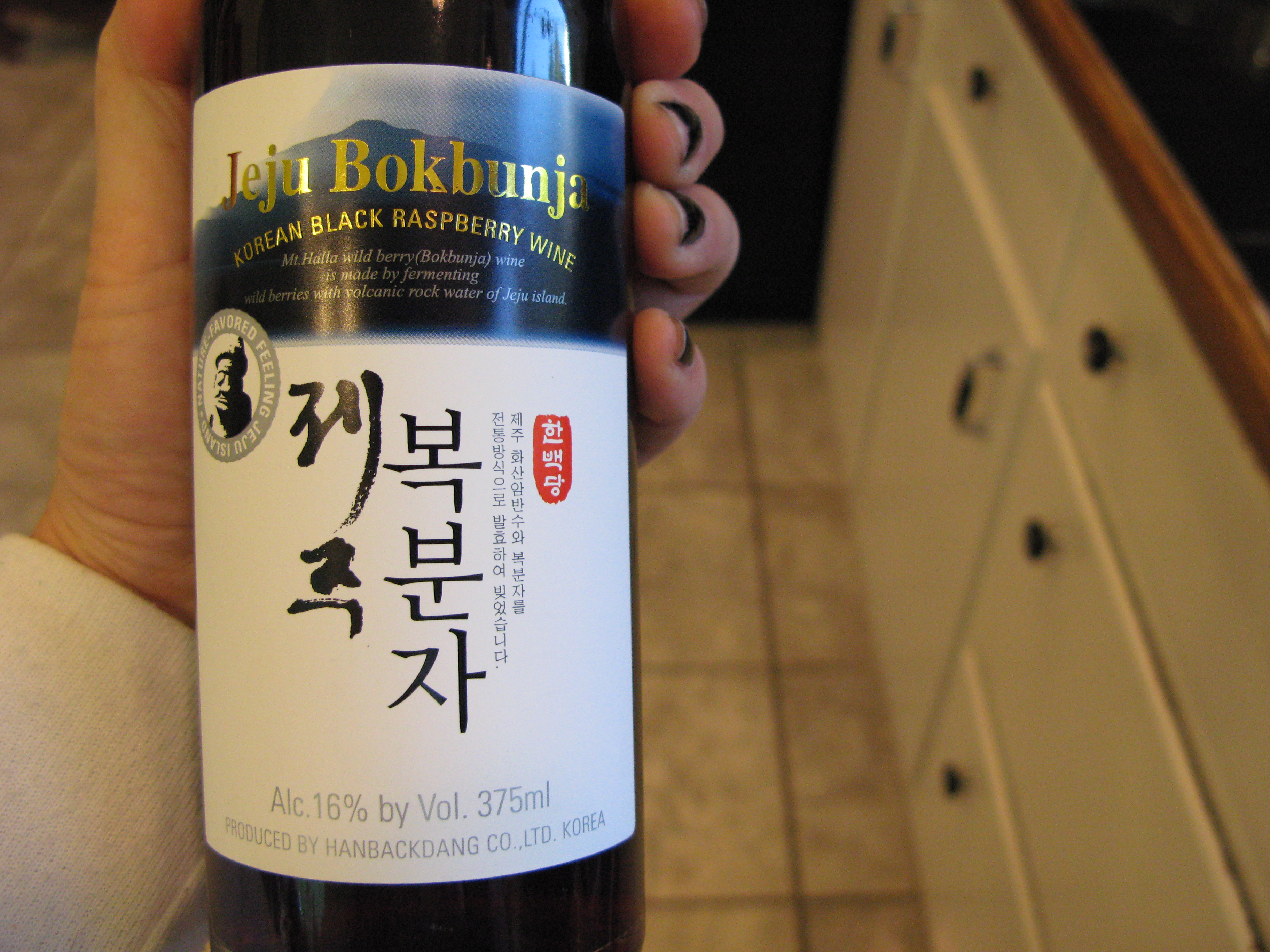
Una botella de bokbunja ju.

En el siglo XIII, durante la dinastía Goryeo, los invasores mongoles trajeron soju (conocido como araki) con ellos. Araki se deriva del árabe araq (licor). Soju se desarrolló originalmente en Arabia y pasó por Mongolia camino a Corea. El licor destilado era nuevo para los coreanos, que estaban acostumbrados a las bebidas alcohólicas fermentadas como el makgeolli. Los campamentos mongoles como Kaesong, Andong y la isla de Jeju son regiones productoras de soju muy conocidas. A finales del siglo XX, el soju con sabor a limón o té verde estuvo disponible. La versión japonesa se conoce como shōchū. 
Danyangbeop (single-brew) o leeyangbeop (double-brew) son métodos tradicionales de elaboración de vino de grano. Takju o cheongju se destila para producir soju. El sabor distintivo de Andong soju es bien conocido en la ciudad. Okroju de la provincia de Gyeonggi se originó en Hanyang durante la dinastía Joseon. Munbae-ju es Propiedad Cultural Intangible Importante de Corea del Sur 86‑1. Es un licor tradicional hecho de mijo malteado, sorgo, trigo, arroz y nuruk, con una concentración de 40 por ciento de alcohol por volumen. Munbae-ju se originó en la región de Pyongyang y es conocida por su fragancia, que se dice que se parece a la flor del árbol munbae (pera).

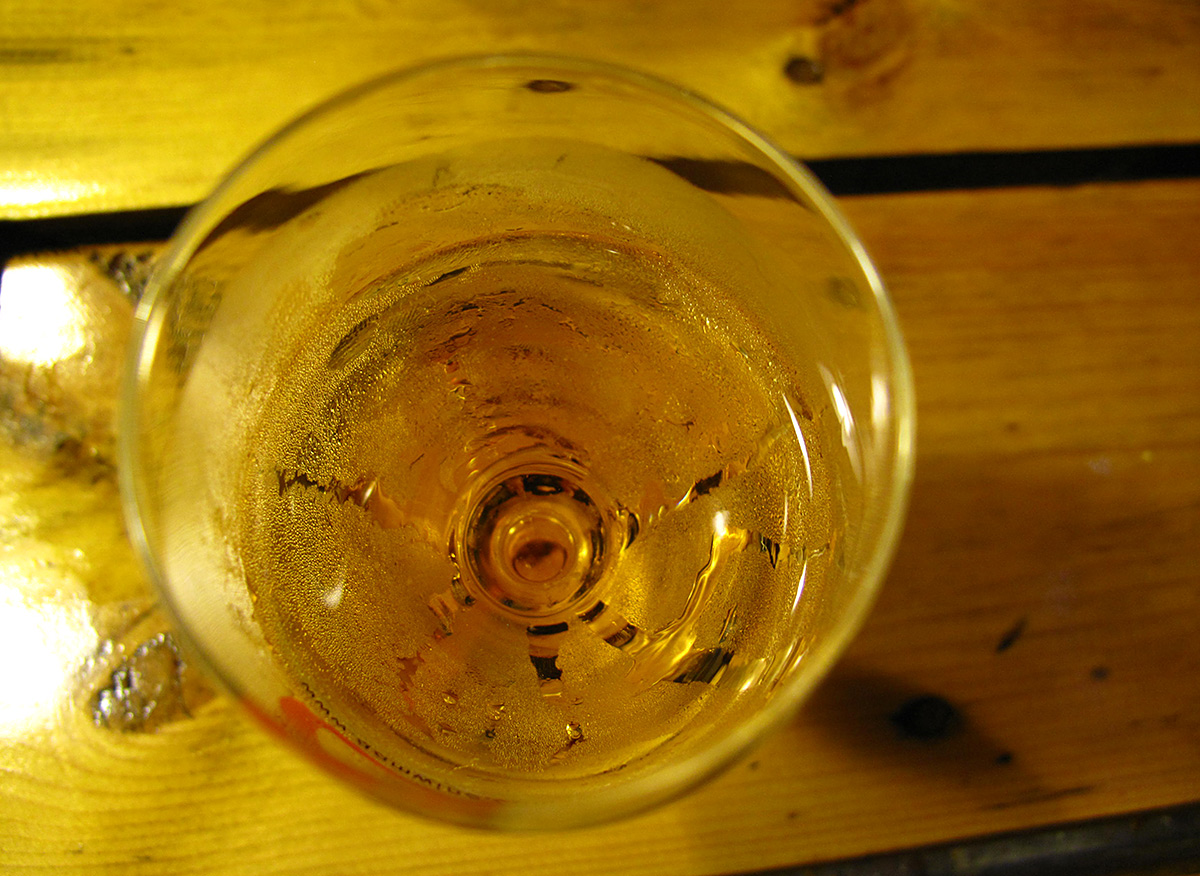
Vino de caqui (감와인) de Daegu.

Los licores destilados también incluyen goryangju y okroju.

#### Sazonado
Yagyong-jeungryuju (licor medicinal) incluye: 
- Igang-ju es una bebida de color paja que se ha elaborado en las provincias de Jeolla y Hwanghae desde mediados de la dinastía Joseon. Con un aroma delicado, está aromatizado con raíz de cúrcuma, canela y peras.
- Gamhongno es un licor rosa claro tradicional con hierbas medicinales que es popular en Pyongyang y la región de Kwanso de Corea del Norte. Se destila tres veces y se envejece durante 120 años.

### Vinos de frutas

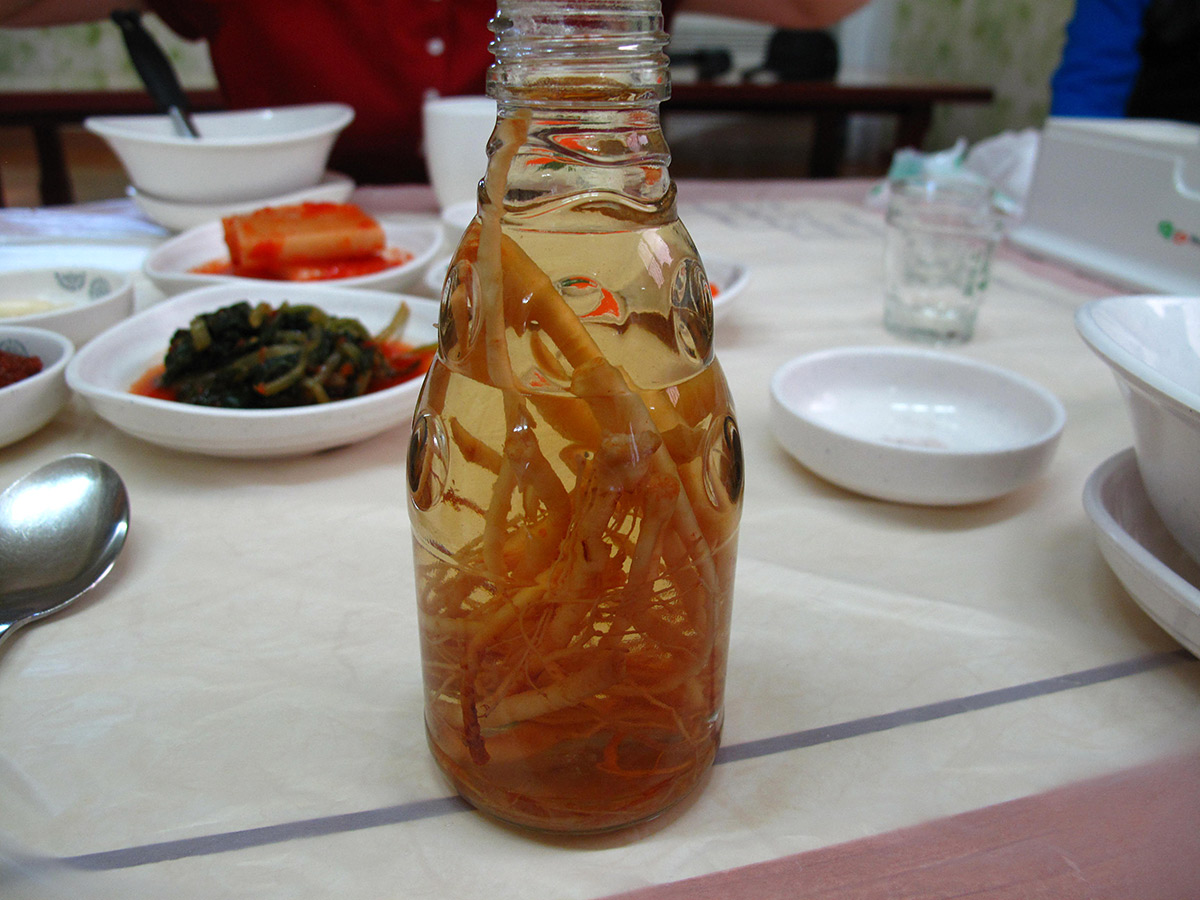
Insamju (vino de ginseng).

Corea tiene varios vinos de frutas tradicionales, producidos combinando frutas o bayas con alcohol. Podoju (포도주, 葡萄酒) está hecho de vino de arroz que se mezcla con uvas. Los vinos de frutas más populares incluyen maesil-ju (hecho de ciruelas ), bokbunja-ju (hecho de frambuesas negras coreanas), y vinos hechos de membrillos chinos, cerezas y granadas. 
Gwasilju generalmente está hecho de frutas o granos. En la primavera, la gente hace bebidas alcohólicas con azaleas, forsitia, duraznos y peras. En verano, a menudo se usan lotos y rosas. En otoño, a menudo se infunden crisantemo, yuzu, uvas silvestres coreanas, frambuesas negras y manzanas. En invierno, a veces se usa el albaricoque asiático. 

### Cerveza
La cerveza (llamada maekju; hangul: 맥주; hanja: 麥 酒 en coreano) fue introducida en Corea por los europeos, y hay varias cervecerías en Corea del Sur.